# Vencer
Vencer is een Nederlands automerk uit Vriezenveen. Het merk werd in 2010 opgericht door Robert Cobben. Vencer is vooral bekend van de sportwagen genaamd Sarthe.

## Vencer Sarthe
De Vencer Sarthe werd in 2015 op de markt gebracht, met de hand vervaardigd en alleen in Europa verkocht. In eerste instantie werd een productieaantal van 12 auto's per jaar beoogd, maar er werden er slechts twee van verkocht. Een jaar later raakte Vencer in financiële problemen, haalde de Sarthe uit productie en zette de productiehal in de verkoop.